# Manifestul suprarealist
Trei manifeste suprarealiste au fost publicate de mișcarea suprarealistă în 1924 și 1929. Două au fost scrise de André Breton, care a proiectat, de asemenea, un al treilea manifest suprarealist care nu a fost însă niciodată publicat. Un al manifest a fost scris de Yvan Goll (1924).

## Primele manifeste

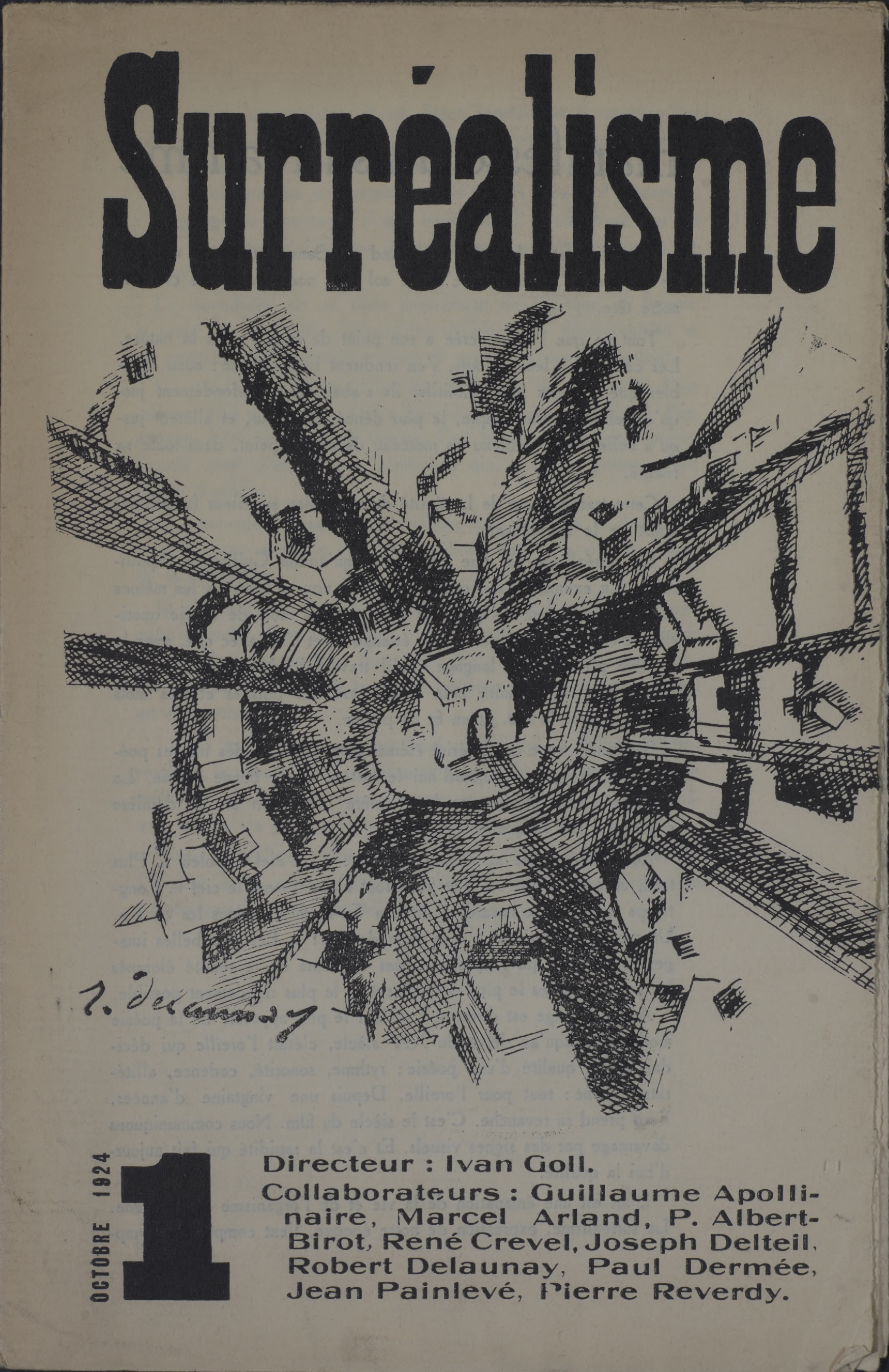
Yvan Goll, Surréalisme, Manifeste du surréalisme, vol. 1, nr. 1, 1 octombrie 1924, copertă realizată de Robert Delaunay

Până în anul 1924 s-au format două grupări suprarealiste rivale. Fiecare grup a pretins a fi succesorul unei mișcări revoluționare lansate de Guillaume Apollinaire. Un grup, condus de Yvan Goll, îi includea, printre alții, pe Pierre Albert-Birot, Paul Dermée, Céline Arnauld, Francis Picabia, Tristan Tzara, Giuseppe Ungaretti, Pierre Reverdy, Marcel Arland, Joseph Delteil, Jean Painlevé și Robert Delaunay.
Celălalt grup, condus de Breton, era format din Louis Aragon, Robert Desnos, Paul Éluard, Jacques Baron, Jacques-André Boiffard, Jean Carrive, René Crevel și Georges Malkine, printre alții.
Yvan Goll a publicat Manifeste du surréalisme la 1 octombrie 1924, în primul și singurul număr al revistei Surréalisme, cu două săptămâni înainte de lansarea Manifeste du surréalisme al lui Breton, care a fost publicat de Éditions du Sagittaire în 15 octombrie 1924.
Goll și Breton s-au înfruntat în mod deschis, ajungând la un moment dat chiar să se și bată la Comédie des Champs-Élysées, cu privire la dreptul de autor asupra termenului „suprarealism”. În cele din urmă, Breton a câștigat confruntarea ca urmare a superiorității numerice și tactice. Deși cearta cu privire la anterioritatea grupărilor suprarealiste s-a încheiat cu victoria lui Breton, istoria suprarealismului de la acel moment a fost marcată de sciziuni, demisii și excluderi răsunătoare, fiecare grupare suprarealistă având propriile obiective și puncte de vedere și acceptând într-o măsură mai mare sau mai mică definițiile expuse de André Breton.

## Manifestele lui Breton
Un manifest suprarealist a fost scris de Breton și publicat în anul 1924, ca o broșură (Éditions du Sagittaire). Documentul definește suprarealismul ca:
„Automatism psihic pur, prin care se propune să se exprime - verbal, în scris sau în orice alt mod - funcționarea efectivă a gândirii. Dictarea gândirii, în absența oricărui control exercitat de rațiune, eliberată de orice preocupare estetică sau morală.”
Textul conține numeroase exemple ale aplicării suprarealismului în poezie și literatură, dar afirmă că principiile de bază pot fi aplicate în orice situație de viață, nefiind limitate doar la domeniul artistic. Este evidențiată, de asemenea, importanța visului ca rezervor al inspirației suprarealiste.
Breton a prezentat, de asemenea, o descriere faimoasă a primului său contact cu suprarealismul în timp ce se afla în starea de hipnoză în care i-ar fi apărut în minte în mod inexplicabil o propoziție stranie: „Este un om tăiat în două de fereastră”. Această expresie reflectă perceperea suprarealismului de către Breton ca o juxtapunere a „două realități îndepărtate” unite pentru a crea o realitate nouă.
Manifestul se referă, de asemenea, la numeroși precursori ai suprarealismului, care au întruchipat spiritul suprarealist, precum marchizul de Sade, Charles Baudelaire, Arthur Rimbaud, contele de Lautréamont, Raymond Roussel și Dante. Sunt citate, de asemenea, scrierile unor contemporani care au dezvoltat stilul suprarealist în poezie precum Philippe Soupault, Paul Éluard, Robert Desnos și Louis Aragon.
Manifestul a fost scris cu mult umor absurd, demonstrând influența mișcării Dada care a precedat suprarealismul.
Textul se încheie cu afirmația că activitatea suprarealistă nu urmează nici un plan stabilit sau model convențional și că suprarealiștii sunt în cele din urmă neconformiști.
Manifestul i-a enumerat pe următorii participanți la mișcarea suprarealistă: Louis Aragon, André Breton, Robert Desnos, Paul Éluard, Jacques Baron, Jacques-André Boiffard, Jean Carrive, René Crevel și Georges Malkine.

## Al treilea manifest
În 1929 Breton le-a cerut suprarealiștilor să își evalueze „nivelul de competență morală” și a redactat Second manifeste du surréalisme, care a inclus unele abordări teoretice rafinate ale ideilor. Manifestul i-a exclus pe suprarealiștii care nu doreau să ia parte la acțiuni colective: Baron, Desnos, Boiffard, Michel Leiris, Raymond Queneau, Jacques Prévert și André Masson. Un prière d'insérer (insert tipărit) publicat odată cu Manifestul a fost semnat de acei suprarealiști, care i-au rămas loiali lui Breton și care au decis să colaboreze la o nouă publicație intitulată Suprarealismul în serviciul Revoluției. Printre suprarealiștii loiali s-au numărat Maxime Alexander, Louis Aragon, Joe Bousquet, Luis Buñuel, René Char, René Crevel, Salvador Dalí, Paul Eluard, Max Ernst, Marcel Fourrier, Camille Goemans, Paul Nougé, Benjamin Péret, Francis Ponge, Marco Ristitch, Georges Sadoul, Yves Tanguy, André Thirion, Tristan Tzara și Albert Valentin.
Desnos și ceilalți suprarealiști excluși de Breton s-au mutat la periodicul Documents, redactat de Georges Bataille, al cărui materialism antiidealist a creat un suprarealism hibrid care a scos în evidență instinctele primare ale oamenilor.

## Legături externe
- Andre Breton's Surrealist Manifesto Arhivat în 15 decembrie 2008, la Wayback Machine.
- The Manifesto of Surrealism (1924) Arhivat în 9 februarie 2010, la Wayback Machine.
- Complete text of the Surrealist Manifesto
- fr  Full text: Manifeste du surréalisme
- Manifeste du surréalisme, André Breton, various editions, Bibliothèque nationale de France (BnF)
- fr  Manifeste du surréalisme, University of Hong Kong
- en  fr  „9 Manuscripts by André Breton at Sotheby's Paris” (în English și French). ArtDaily.org. 20 mai 2008. cover, text